# Mi destino (álbum de Lucero)
Mi destino es el decimoquinto álbum de la cantante y actriz mexicana Lucero; se publicó a mitades de julio de 2000. Este fue el segundo material producido y comercializado por la discográfica Sony Music México y el primero grabado en estudio después de su exitoso primer álbum en vivo.
Para este material discográfico, la disquera estableció la internacionalización de la cantante al mercado americano; por lo tanto, es la primera vez que Lucero canta en el idioma inglés interpretando dos canciones completamente cantadas en este idioma y de acuerdo a la promoción del mismo álbum: "en una pronunciación inglesa de Nueva York"; para el desarrollo de este álbum Lucero trabajó con múltiples americanos e ingleses.[cita requerida]
En los temas en español, Lucero vuelve a grabar temas del productor Rafael Pérez Botija; interpretando cinco canciones que él mismo escribió.[cita requerida]
Jean B. Smit produjo el tema "Llegarás" para la artista, que se suponía que sería el primer sencillo del álbum debido a que la telenovela que Lucero participaría tenía este nombre inicialmente, pero debido a que la telenovela cambió de título, la misma Lucero escribió la canción Mi destino eres tú, el mismo de la telenovela mexicana, lanzándose como primer sencillo[cita requerida]
También se planeaba una gira a principios del 2001 pero no se realizó debido a que Lucero anunció su primer embarazo, esto causó molestia a la compañía; el resultado fue el comenzar a demostrar desinterés en la promoción del disco y en su "internacionalización". El disco vendió solo 100.000 copias con certificación de disco de oro, y el sencillo "Mi Destino eres Tú" logró ser número #1 en las radios de México, sin embargo fue un fracaso para la disquera.[cita requerida]

## Antecedentes
Al finalizar la promoción del álbum Un Lucero en la México y debido a los buenos resultados en ventas en México y en Estados Unidos,[cita requerida] la compañía Sony adquiere el contrato de Lucero desde su anterior disquera Fonovisa. La disquera comienza a planear el siguiente material original de la cantante y empiezan a construir un plan mercadológico para lanzar a Lucero al mercado de habla inglesa gracias al boom latino dentro de la música que estaba sucediendo en Estados Unidos.[cita requerida]
Para la realización del álbum, la cantante junto a Ángel Carrasco, por parte de Sony, comenzaron a trabajar con diferentes productores de habla inglesa en la selección de temas y la preparación de Lucero para interpretar en idioma inglés.[cita requerida]
En abril de 2000, en medio de las grabaciones de los temas del álbum, Lucero es llamada por la productora Carla Estrada y la empresa Televisa (con la cual contaba con un contrato exclusivo) para interpretar lo que sería su cuarta telenovela que en ese inicio se denominaba Llegarás.[cita requerida]
A finales de mayo, Lucero entra a los sets de grabación como protagonista principal de la telenovela Mi destino eres tú en la cual trabajaría junto a Jorge Salinas, su amigo Jaime Camil, Mauricio Islas  y Susana Zabaleta; la telenovela se estrenó el 10 de julio de 2000 en el prime time dentro del canal de las estrellas convirtiéndose en un éxito de emisión.

## Promoción
El primer sencillo seleccionado para promocionar el disco, es el mismo escrito especialmente para la telenovela.[cita requerida]
La promoción inicial del álbum se vio interrumpido debido a que la cantante se encontraba en constantes grabaciones de los capítulos de la telenovela; limitando el tiempo para presentarse en programas de radio y televisión, así como en conciertos.[cita requerida] Una vez terminada las grabaciones, en noviembre del año 2000, se comienza a promocionar con mayor fuera el álbum, seleccionando los temas No puedo más, Nadie me quiere como tú y Cada latido; aunque no tuvieron una recepción favorable por el público.[cita requerida]
Para diciembre del año 2000, se selecciona la canción Vamos a cantar del álbum como tema principal para la promoción el evento Teletón 2000 en donde la cantante es una de las principales conductoras nuevamente.[cita requerida]
Para inicios del año 2001 y retomando los planes de la compañía discográfica Sony; se comienza a planear la gira para la promoción del álbum en Estados Unidos y el lanzamiento de Lucero en el mercado de habla inglesa; la cual se vio completamente interrumpida desde antes de iniciar debido a que a finales de marzo Lucero comunica a su compañía discográfica su primer embarazo fruto del matrimonio con Manuel Mijares.[cita requerida]

## Primer embarazo
El martes 3 de abril del 2001 Lucero anuncia oficialmente su primer embarazo, causando grandes expectativas debido a que el matrimonio era un referente en los medios mexicanos y comenzando una persecución constante por los medios hacía la cantante y dejando a un lado la promoción del álbum.
El 13 de noviembre de 2001, Lucero da a luz a su hijo José Manuel.

## Lista de canciones
| Mi destino |                                               |                                                                         |          |  |
| N.º        | Título                                        | Escritor(es)                                                            | Duración |  |
| 1.         | «No puedo más» (Don't waste my time)          | Ray Contreras, Jimmy Greco, Andy Varga, Manny Benito                    | 4:03     |  |
| 2.         | «Tuya» (Do you wanna be mine)                 | Steve Skinner, Arnie Roman, Karla Aponte                                | 3:54     |  |
| 3.         | «Mi destino eres tú (Quiero amor)» (From you) | Jim Daddario, Will Robinson, Aaron Saint, Lucero                        | 3:00     |  |
| 4.         | «Cada latido»                                 | Rafael Pérez Botija                                                     | 4:00     |  |
| 5.         | «Arde»                                        | Roberto Amaro, Lucero, Jean B. Smit                                     | 3:28     |  |
| 6.         | «Prisionera»                                  | R. Pérez Botija                                                         | 4:23     |  |
| 7.         | «Nadie me quiere como tú» (Everything)        | Denise Rich, Andy Marvel, Peter Zizzo, Giselle D'Cole, Alejandro Lerner | 4:37     |  |
| 8.         | «Llegarás»                                    | Mario Santos, Juan Carlos Paz y Puente, Roberto Figueroa                | 3:29     |  |
| 9.         | «Mátame»                                      | R. Pérez Botija                                                         | 5:00     |  |
| 10.        | «Dejar de querer»                             | R. Pérez Botija                                                         | 5:22     |  |
| 11.        | «Quiero amor» (From you)                      | J. Daddario, W. Robinson, A. Saint                                      | 3:01     |  |
| 12.        | «Bailar»                                      | R. Pérez Botija                                                         | 4:53     |  |
| 13.        | «Vamos a cantar» (Everything is Right...)     | Arnie Roman, Russ DeSalvo, Lucero                                       | 3:25     |  |
| 14.        | «Don't waste my time»                         | R. Contreras, J. Greco, A. Varga, M. Benito                             | 4:02     |  |
| 56:43      |                                               |                                                                         |          |  |

## Videoclips
- Mi destino eres tu / From you
- No puedo más / Don't waste my time

## Créditos de realización
- Productores: Jimmy Greco & Ray Contreras para Jimmy Ray Productions, Ric Wake para W&R Group, Rafael Pérez Botija, Ricardo "Eddy" Martínez y Jean B. Smit
- Productor Ejecutivo: Ángel Carrasco
- Arte: Paul Forat
- Mezclas: Bernie Grundman, Chris Bellman e Isaias G. Asbun
- Dirección de arte: Pamela Postigo Uribe
- Diseño de arte: Sol Sancristóbal
- Estilo: Claudia Sánchez y Miriam Saínos
- Fotografía: Adolfo Pérez Buitrón